# Litai
Litai (nesklonné, mn.č.) - v řecké mytologii jsou dcery nejvyššího boha Dia. Jsou to bohyně proseb. Jako jejich matka se obvykle uvádí bohyně pomsty Eris, někdy nebývá uvedena vůbec.
Litai jsou staré, vrásčité, chromé a šilhavé ženy. Provázejí svou sestru Áté, bohyni zaslepené a nezkrotné vášně a zmaru. Áté zatemňuje mysl lidí, kteří poté provádí zlé činy, přinášející zkázu. Lidé potom volají o pomoc, ale Litai vždy přicházejí pozdě, protože jsou staré a kulhavé. Platí však u nich do písmene „pozdě, ale přece“.
Pomáhají provinilým a potrestaným lidem, vždy však jenom těm, kteří v ně mají důvěru. Člověk, který Litai neuznává a nedůvěřuje jim, jejich pomoci se nikdy nedočká. Naopak - Litai na ně znovu přivolají ještě větší hněv své sestry Áté a lidé jsou pak ztraceni a není jim pomoci.

## Odraz v umění
Homér: Ilias, IX
```
Vždyť jsou i bohyně Prosby, jichž otcem je Kronovec mocný

kulhavé, svraštělé v tváři a očima šilhají stranou,

stále se starostmi trudí a za vinou zvolna se vlekou.

Avšak Vina je silná a hbitá, čímž o mnoho všechny

Prosby předhoní vždy a nejdříve po celé zemi

bludem zaslepí lidi, a Prosby to později léči.

Kdo však pocítí ostych, když Diovy dcery se blíží,

tomu jsou na prospěch velmi, vždyť vyslyší toho, kdo prosí;

ale kdo zamítne Prosby a kdo se jim sveřepě vzpírá,

k Diovi, Kronovu synu, pak jdou a prosí ho, aby

viníku v patách šel Blud a zmámen pak za vinu pykal. Proto

těm Diovým dcerám i ty vzdej, Achille, úctu,

která konejší mysl i jiných hrdinů chrabrých.
```